# Banco Nacional Ultramarino

Logotipo

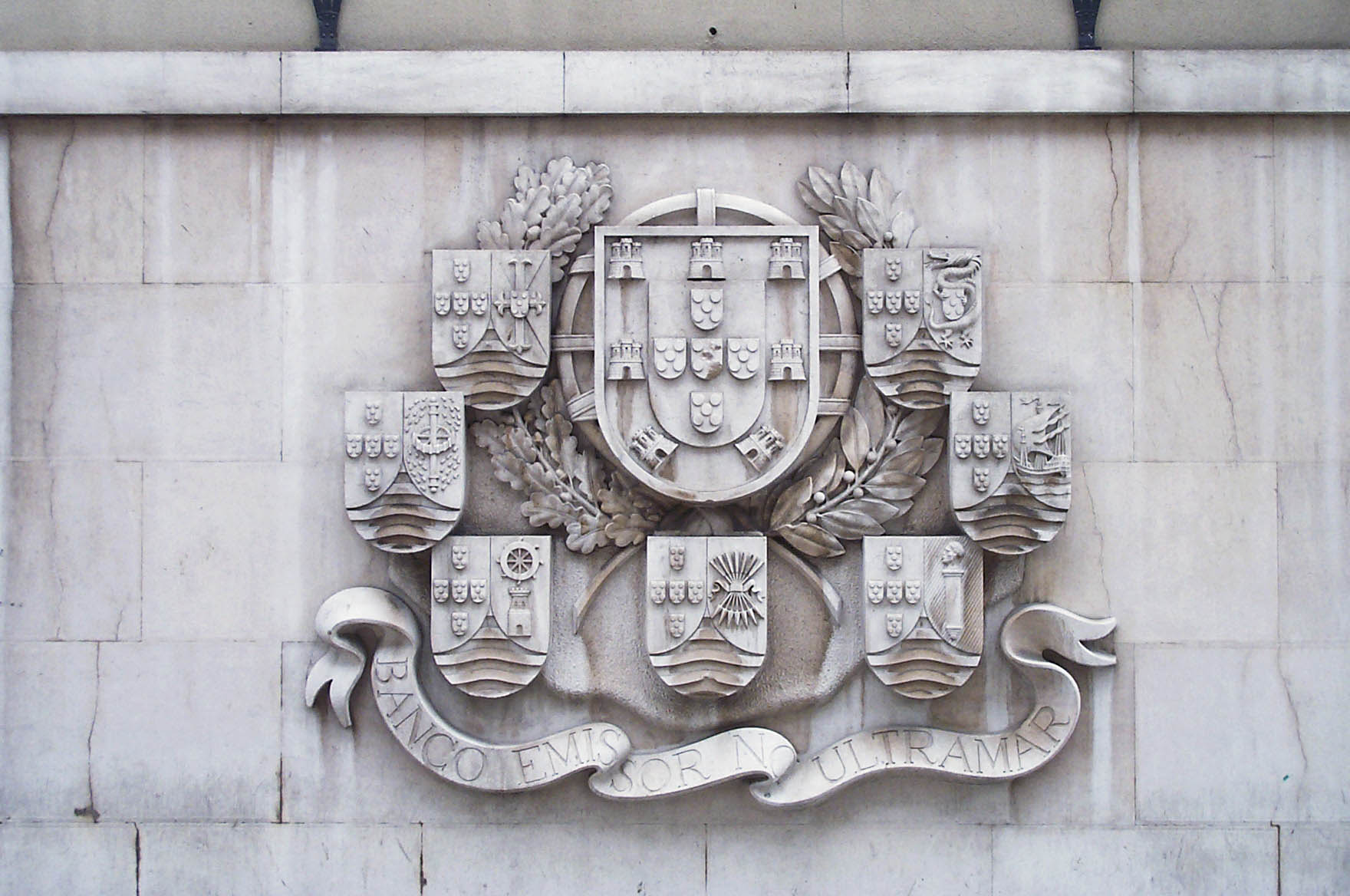
Fachada del Banco Nacional Ultramarino en Lisboa.

El Banco Nacional Ultramarino (BNU) es un banco portugués que realiza operaciones a través del mundo, y sus sucursales estaban establecidas en las antiguas provincias de ultramar. Fue establecido en Lisboa en 1864, y actualmente es un subsidiario de la Caixa Geral de Depósitos, un banco público de Portugal. Su sede principal se encuentra en Macao.

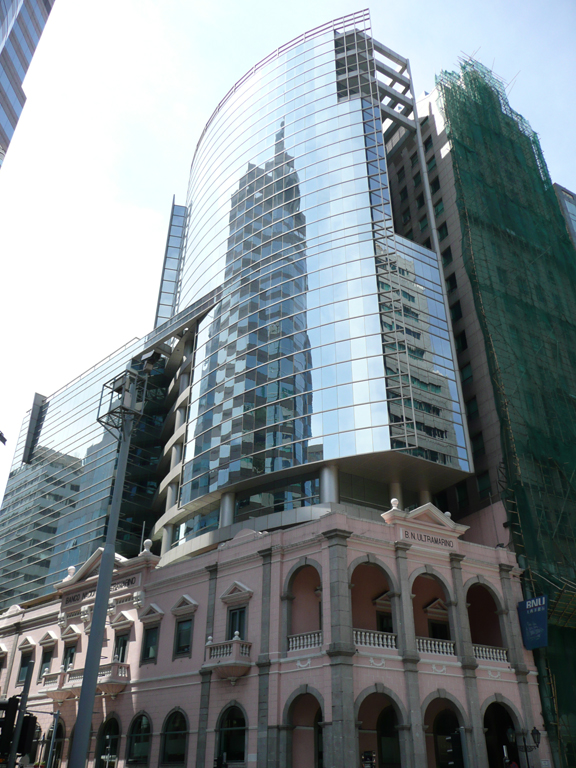
Sede del Banco Nacional Ultramarino en Macao.
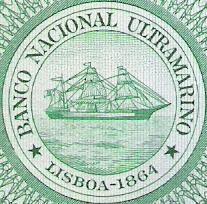
Escudo del Banco Nacional Ultramarino, tomado de un billete mozambiqueño de 100 escudos.
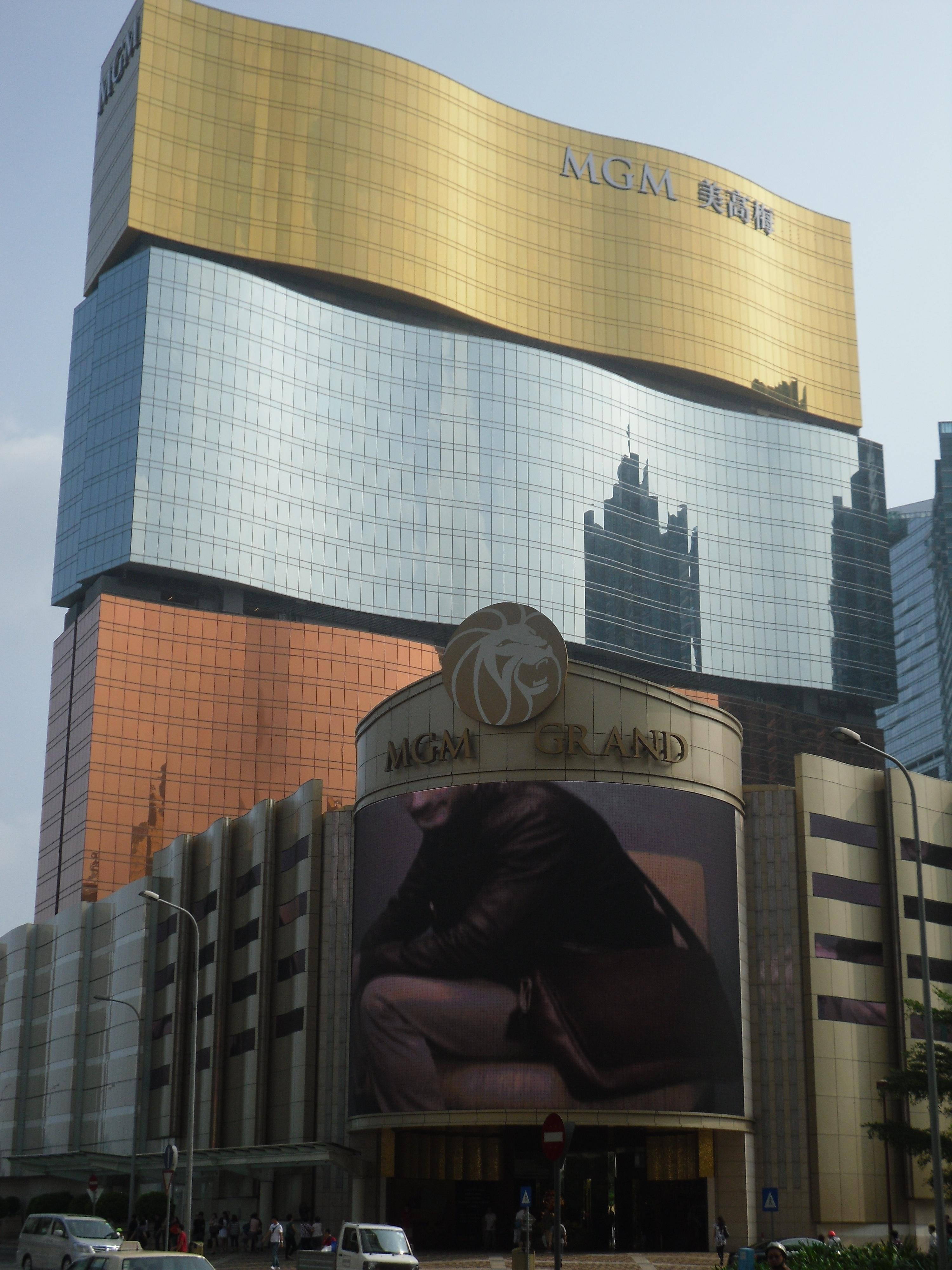
Vista del Banco nacional ultramarino.